# SBKM De Vleeshal
SBKM De Vleeshal ist ein Museum für Zeitgenössische Kunst in Middelburg in der niederländischen Provinz Zeeland.

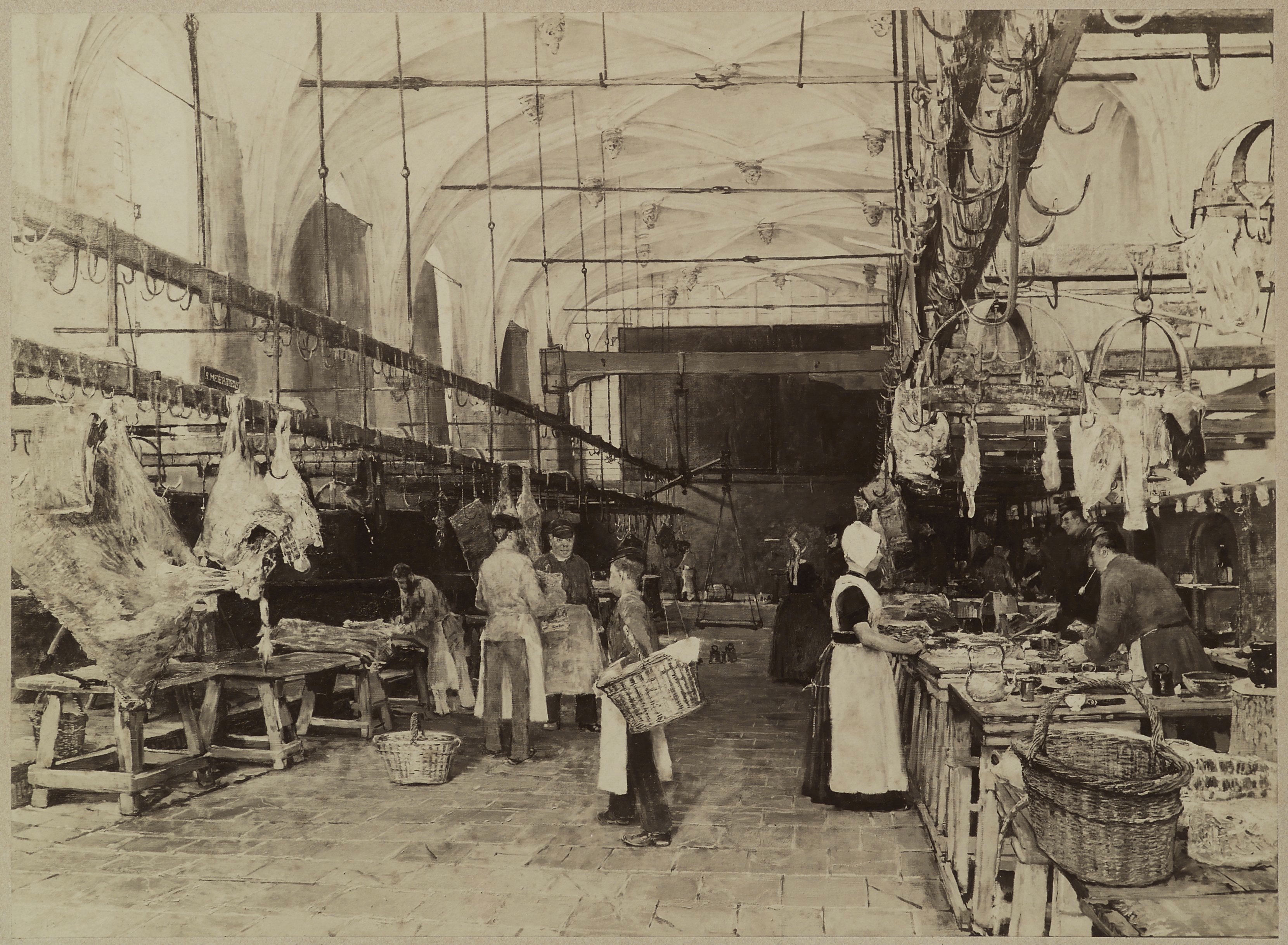
Vleeshal in Middelburg im ursprünglichen Betrieb (ohne Jahr)

Die „Stichting Beeldende Kunst Middelburg (SBKM) De Vleeshal“ besteht seit 1991. De Vleeshal befindet sich im ehemaligen Rathaus auf dem Marktplatz von Middelburg. Die Architektur ist gotisch. Neben der großen Ausstellungshalle gibt es kleinere Räume, De Kabinetten, die für Ausstellungen zur Verfügung stehen. Ein Teil der Sammlung zeitgenössischer Kunst der SBKM befindet sich im Museum van Hedendaagse Kunst Antwerpen und wird auf Ausstellungen in De Vleeshal gezeigt.
Museumsdirektorin ist Roos Gortzak.

## Sammlung zeitgenössische Kunst (Auswahl)
John Baldessari, Katinka Bock, Jimmie Durham, Yona Friedman, Douglas Gordon, Mona Hatoum, Fransje Killaars, Suchan Kinoshita, Paul McCarthy, Aernout Mik, Pipilotti Rist, Nedko Solakov, Joëlle Tuerlinckx, Marijke van Warmerdam und viele mehr